# Aedes burpengaryensis
Aedes burpengaryensis är en tvåvingeart som först beskrevs av Theobald 1905.  Aedes burpengaryensis ingår i släktet Aedes och familjen stickmyggor. Inga underarter finns listade i Catalogue of Life.